# Выборы организаторов чемпионатов мира по футболу 2018 и 2022
Выборы организаторов чемпионатов мира по футболу 2018 и 2022 состоялись 2 декабря 2010 года в Цюрихе.

## Условия подачи заявок
- 18 марта 2009 года ФИФА заявила, что на проведение чемпионатов 2018/2022 годов было принято 9 заявок, которые подали: Австралия, Англия, Индонезия, Мексика, Россия[1], США, Япония, Португалия + Испания (совместная заявка), Бельгия + Нидерланды (совместная заявка). Только Южная Корея и Катар объявили об участии в выборах хозяина Чемпионата мира 2022 года.
- В соответствии с действующим положением ФИФА, чемпионат не может проводиться в стране из той же конфедерации, где проходил один из двух предшествующих чемпионатов[2]. Поэтому право проведения чемпионата 2018 года не могло быть отдано члену Африканской конфедерации футбола или КОНМЕБОЛ, а чемпионата 2022 года — члену КОНМЕБОЛ или члену конфедерации, в которую входит организатор чемпионата 2018 года.
- Организаторы обязаны были отправить заявочную книгу до 14 мая 2010 года в ФИФА.

## Голосование

### Условия голосования
2 декабря 2010 года прошло финальное голосование в Цюрихе. Первоначально в выборах должны были участвовать 24 члена исполкома ФИФА, но двое были отстранены от должностей, и поэтому в голосовании приняло участие только 22 человека.
Для победы было необходимо, чтобы одна из заявок набрала более половины голосов (минимум 13). В случае отсутствия данного условия заявка, набравшая наименьшее количество голосов, выбывает. Во втором туре условия те же. В третьем туре (если до него дойдёт дело) победит заявка с большим количеством голосов. В случае равенства голосов решение примет президент ФИФА.
Важно, что в отличие от континентальных конфедераций, представители Англии, России, Бельгии, Нидерландов, Испании и Португалии имеют право голосовать за свои заявки.

### Члены исполкома ФИФА
- Йозеф Блаттер, президент ФИФА
- Хулио Грондона, президент Ассоциации футбола Аргентины и председатель финансового комитета ФИФА
- Исса Хаятту, вице-президент ФИФА и президент Африканской конфедерации футбола
- Чун Мон Чжун, вице-президент ФИФА, президент Футбольной Ассоциации Южной Кореи и член парламента Южной Кореи
- Джек Уорнер, президент КОНКАКАФ
- Анхель Мария Вильяр Льона, вице-президент ФИФА, президент Федерации футбола Испании и председатель юридического и судейского комитетов ФИФА
- Мишель Платини, вице-президент ФИФА и президент УЕФА
- Рейнальд Темари, вице-президент ФИФА, президент ОФК и президент технического комитета ФИФА[4]
- Джефф Томпсон, вице-президент ФИФА и УЕФА, глава английской заявки ЧМ-2018
- Мишель д'Уг, почетный президент Бельгийской федерации футбола, президент клуба «Брюгге», президент медицинского комитета ФИФА
- Рикардо Тейшейра, президент Конфедерации футбола Бразилии
- Мохаммед Бин Хаммам, президент АФК
- Сенеш Эрзик, первый вице-президент УЕФА, почетный президент Турецкой федерации футбола
- Чак Блейзер, генеральный секретарь КОНКАКАФ
- Ворави Макуди, генеральный секретарь Футбольной ассоциации Таиланда
- Николас Леос, президент КОНМЕБОЛ
- Дзюндзи Огура, старший вице-президент Японской футбольной ассоциации
- Амос Адаму, директор спортивного развития Нигерии[5]
- Мариос Лефкаритис, выборный казначей Исполкома УЕФА, почетный президент Федерации футбола Кипра
- Жак Анума, президент Федерации футбола Кот-д’Ивуара
- Франц Беккенбауэр, посол Немецкого футбольного союза, председатель футбольного комитета ФИФА
- Рафаэль Сальгеро, президент апелляционного комитета ФИФА, вице-президент КОНКАКАФ
- Хани Або Рида, президент комитета ФИФА по стадионам и безопасности
- Виталий Мутко, министр спорта, туризма и молодежной политики РФ

## Итоги голосования

### Чемпионат мира по футболу 2018
| Страна              | Первый тур | Второй тур |
| ------------------- | ---------- | ---------- |
| Россия              | 9          | 13         |
| Испания/ Португалия | 7          | 7          |
| Нидерланды/ Бельгия | 4          | 2          |
| Англия              | 2          | выбыл      |

### Чемпионат мира по футболу 2022
| Страна           | Первый тур | Второй тур | Третий тур | Четвёртый тур |
| ---------------- | ---------- | ---------- | ---------- | ------------- |
| Катар            | 11         | 10         | 11         | 14            |
| США              | 3          | 5          | 6          | 8             |
| Республика Корея | 4          | 5          | 5          | выбыл         |
| Япония           | 3          | 2          | выбыл      | выбыл         |
| Австралия        | 1          | выбыл      | выбыл      | выбыл         |

## Ход предвыборной кампании
- В сентябре 2005 года Футбольная ассоциация Англии предложила подготовить заявку на проведение чемпионата мира 2018[6]. Ранее англичане боролись за первенство мира-2006, но проиграли в первом туре и выбыли из борьбы.
- В октябре 2007 года решение ФАА было подтверждено, и началась подготовка заявочной книги Англии. Стоимость возможных затрат как на заявку, так и на проведение чемпионата в случае победы в гонке составила бы от 15 до 18 млн. фунтов стерлингов[6].
- 24 февраля 2008 года Австралия объявила о подаче заявки на чемпионат мира 2018 года, что подтвердил премьер-министр Кевин Радд[7].
- 23 декабря 2008 года свою кандидатуру на проведение чемпионата мира совместно с Португалией предложила Испания[8].
- 10 января 2009 года Португалия подтвердила своё участие вместе с Испанией в борьбе за принятие первенства мира[9].
- 28 января 2009 года неожиданно о своём желании принять чемпионат мира объявила Индонезия. Это была её шестая по счёту заявка[10]. В тот же день в борьбу за проведение чемпионатов мира включились США, подав заявки и на 2018, и на 2022 годы[11].
- 5 мая 2009 года Россия официально вступила в борьбу за чемпионат мира 2018 года. Премьер-министр Владимир Путин официально отдал распоряжение Виталию Мутко подготовить заявку к чемпионату мира[12].
- 18 мая 2009 года официально была представлена заявка Англии[13]. На стадионе Уэмбли представители ФАА обратились с речью по поводу заявки и просили футбольных болельщиков поддержать заявку Англии[6]. Формируется лозунг заявки «England united — the world invited» (с англ. — «Объединённая Англия приглашает мир»).
- 31 мая 2009 года генеральный секретарь Федерации футбола Мексики Декио де Мариа объявил о том, что мексиканцы будут бороться за чемпионат мира 2018 или 2022 года[14].
- 5 августа 2009 года Россия назвала финальный список городов для принятия матчей чемпионата мира[15].
- В августе 2009 года бывший министр иностранных дел Республики Корея Сын Чжу Хан был назначен главой корейской заявки на проведение чемпионата мира по футболу 2022 года[16].
- 30 сентября 2009 года Мексиканская федерация отозвала свою заявку. Как сообщает интернет-издание Goal.com, заявка этой страны была отозвана по экономическим причинам[17].
- В ноябре 2009 года Катар вступил в борьбу за проведение чемпионата мира по футболу 2022 года[18], назвав проведение такого турнира шансом на сближение Запада и арабского мира[19].
- 6 декабря 2009 года началось относительное формирование заявок для каждого турнира: в Японии пошли разговоры о переходе к борьбе только за чемпионат мира 2022 года[20].
- 7 декабря 2009 года в Англии был составлен финальный список городов, которые примут чемпионат мира в случае успеха[6][21].
- 9 декабря 2009 года Комиссия лиги австралийского футбола выступила против принятия Австралией чемпионата мира по футболу, так как команды будут вынуждены проводить матчи на небольших аренах в ходе чемпионата мира[22].
- 16 февраля 2010 года разразился скандал в испано-португальском заявочном комитете: португальцы как инициаторы заявки пригрозили отозвать её, если не будет предоставлено большее число городов в Португалии для матчей[23].
- 13 марта 2010 года в США был оглашён список городов для принятия матчей чемпионата мира[24].
- 19 марта 2010 года ФИФА исключила Индонезию из числа кандидатов из-за отсутствия поддержки со стороны правительства страны[25].
- 20 апреля 2010 года правительство Голландии подтвердило кандидатуру этой страны в паре с Бельгией на чемпионат мира 2018 года[26].
- 4 мая 2010 года Япония отказалась от заявки на проведение ЧМ-2018, продолжая претендовать на ЧМ-2022[27].
- 14 мая 2010 года Россия отправила заявочную книгу в ФИФА[28].
- 15 мая 2010 года пошли неоправданные и необоснованные слухи, что Украина готова присоединиться к российской заявке, хотя заявочную книгу уже отправили за день до этого[29].
- 16 мая 2010 года глава английской заявки лорд Дэвид Трисман заявил о возможном сговоре России и Испании: Россия якобы будет оказывать давление на арбитров ЧМ-2010 в пользу Испании, а в обмен на это испанцы снимут свою заявку[30]. Разгорелся скандал, в результате которого Трисман был отправлен в отставку[31]. Слухи были опровергнуты, а Футбольная ассоциация Англии принесла свои извинения футбольным федерациям России и Испании[32]. Сама же Испания не могла снять заявку, так как инициатором проекта чемпионата мира 2018 в двух странах была Португалия[33]. С точки зрения некоторых экспертов (в частности, новоизбранного главы английской заявки Джеффа Томпсона)[34], этот скандал стал причиной поражения Англии. Примечательно, что предположения Трисмана, касающиеся победителя гонки-2018 и чемпионата мира в ЮАР оправдались.
- 17 мая 2010 года президент РФС Сергей Фурсенко озвучил на конференции РФС в Ростове-на-Дону список городов для принятия чемпионата мира[35].
- 10 июня 2010 года Австралия приняла решение снять свою кандидатуру на проведение ЧМ-2018 и сфокусироваться на подготовке к ЧМ-2022[36].
- 15 июня 2010 года в ЮАР прошла презентация заявок на ЧМ-2018 и ЧМ-2022. У российской стороны были украдены два тома заявочной книги, точно так же пострадали делегации из Бельгии и Нидерландов[37]. Виновные до сих пор не найдены.
- 30 июня 2010 года стало известно, что делегация Австралии пыталась подкупить чиновников ФИФА в обмен на поддержку заявки на чемпионат мира 2022 года[38]. ФИФА провела расследование инцидента, однако Австралию так и не дисквалифицировали.
- 11 августа 2010 года режиссёр Руби Венрайт (наполовину англичанин, наполовину американец) заявил, что будет снят специальный фильм в поддержку российской заявки. По его словам, фильм выйдет на двух языках — английском и русском[39].
- С 16 августа по 18 августа 2010 года делегация ФИФА находилась с визитом в России. Представители ФИФА посетили четыре российских города: Москву, Санкт-Петербург, Казань и Сочи. Они осмотрели аэропорты, гостиницы, стадионы и транспортную инфраструктуру городов. В числе посещённых объектов были стадионы на Крестовском острове (Санкт-Петербург), «Центральный» (Казань) и «Олимпийский» (Сочи)[40].
- 4 сентября 2010 года представители Нигерии призвали ФИФА не присуждать России ни один из чемпионатов мира за оскорбление Питера Одемвингие болельщиками московского «Локомотива»[41], однако в ФИФА заявили, что не имеют права вмешиваться в дела чемпионата России. Нигерия заявила, что не будет голосовать за Россию.
- 29 сентября 2010 года Англия заявила, что в случае снятия кандидатуры США на чемпионат мира 2018 года готова отказаться от гонки для чемпионата мира 2022 года[42].
- 1 октября 2010 года издание World Football Insider опубликовало рейтинг заявок. Рейтинг рассчитывался по 10 показателям, включая стадионы, инфраструктуру, поддержку заявки со стороны правительства и обычного населения и так далее (каждый показатель оценивался по 10-балльной шкале). На тот момент лидировала безоговорочно Англия с 68 баллами из 100, однако Россия сократила отрыв до минимума, набрав 5 и получив суммарно 67 баллов[43]. На третьем месте оказались США (66 баллов), а на четвёртом Катар (65 баллов).
- 15 октября 2010 года США отозвали заявку на проведение ЧМ-2018 в пользу ЧМ-2022[44]. Таким образом, на ЧМ-2018 остались заявки только европейских стран, что означает, что ЧМ-2018 пройдёт в Европе, а ЧМ-2022 — в Азии или Северной Америке.
- 17 октября 2010 года в ФИФА разгорелся скандал по поводу того, что представитель Нигерии Амос Адаму и президент ОФК, делегат от Таити Рейнальд Теймари давали свои голоса в обмен на разное количество денег. Рассмотрение дела о коррупции прошло в середине ноября.
- 21 и 22 октября 2010 года пошли слухи о сговоре представителей заявки Катара и двойной заявки Испания-Португалия, которые так и не были подтверждены.
- 23 октября 2010 года Россия официально отказалась от заявки на проведение ЧМ-2022. По словам Алексея Сорокина, в случае победы любой другой европейской страны в гонке Россия не сможет претендовать на проведение чемпионата мира, так как по правилам ФИФА два раза подряд ЧМ на одном континенте запрещено проводить[45].
- 27 октября 2010 года Алексей Сорокин в интервью западным изданиям заявил о сомнительности в том, что Англия сможет уладить проблемы с безопасностью в случае получения права на чемпионат мира 2018 года. Английские издания расценили его высказывания как оскорбления[46], что запрещено ФИФА. Англия угрожала подать жалобу, но 30 октября Виталий Мутко от лица РФС принёс извинения Федерации футбола Англии, и англичане отозвали свою жалобу[47].
- 30 и 31 октября 2010 года Англия обвинила Россию в попытке подкупа временно отстранённого от голосования делегата Нигерии Амоса Амаду[48]. Сам представитель Нигерии отверг эти обвинения, а министр спорта Виталий Мутко назвал эти обвинения «глупостями»[49].
- 9 ноября 2010 года представитель ФАА заявил, что заявка Англии якобы была дисквалифицирована по решению ФИФА. В качестве возможной причины такого решения было названо незаконное вмешательство СМИ в дела ФИФА и множество статей о коррупции[50]. Информация оказалась ложной, однако, по словам Анзора Кавазашвили, шансы Англии серьёзно упали[51].
- 10 ноября 2010 года премьер-министр Великобритании Дэвид Кэмерон заявил о поддержке английской заявки и пообещал прибыть в Цюрих в день голосования[52].
- 17 ноября 2010 года ФИФА составила предварительный технический отчёт по шансам заявок, а также выявила плюсы и минусы заявок[53].
- 18 ноября 2010 года обвинённые в коррупции Рейнальд Темари и Амос Адаму были официально отстранены от голосования[54].
- 20 ноября 2010 года ФИФА потребовала от Англии переноса Уимблдонского турнира по теннису 2018 года на другие сроки, так как по регламенту ФИФА во время проведения чемпионата мира в стране не должны параллельно проходить другие крупные соревнования[55].
- 24 ноября 2010 года представители КОНМЕБОЛ в исполкоме ФИФА официально объявили о поддержке двойной заявки Испании и Португалии. Это стало первым официальным подтверждением поддержки одной из заявок на чемпионаты мира 2018 и 2022[56].
- 2 декабря 2010 года в Цюрихе были оглашены хозяйки чемпионатов мира. Право на чемпионат мира 2018 года досталось России, причём её заявка выиграла уже во втором туре[57]. Хозяином чемпионата мира 2022 года стал Катар, который только в последнем (4-м) туре выиграл у США[58].

## Кандидаты
| Англия               |             |                                                   |                                                                  |  |
| Бельгия и Нидерланды |             |                                                   |                                                                  |  |
| Испания и Португалия |             |                                                   |                                                                  |  |
| Россия               |             |                                                   |                                                                  |  |
| 2022                 | Австралия   |                                                   |                                                                  |  |
| 2022                 | Катар       |                                                   |                                                                  |  |
| 2022                 | США         |                                                   |                                                                  |  |
| 2022                 | Южная Корея |                                                   |                                                                  |  |
| 2022                 | Япония      | Заявка на 2018 Заявка на 2022 Снявшиеся кандидаты | Не могут быть выбраны в 2018 Не могут быть выбраны в 2018 и 2022 |  |
| Снялись              | Индонезия   | Заявка на 2018 Заявка на 2022 Снявшиеся кандидаты | Не могут быть выбраны в 2018 Не могут быть выбраны в 2018 и 2022 |  |
| Снялись              | Мексика     | Заявка на 2018 Заявка на 2022 Снявшиеся кандидаты |                                                                  |  |

## Города-претенденты

### Россия
- Волгоград
- Екатеринбург
- Казань
- Калининград
- Краснодар
- Москва
- Нижний Новгород
- Ростов-на-Дону
- Санкт-Петербург
- Самара
- Саранск
- Сочи
- Ярославль

### Англия
- Бирмингем
- Бристоль
- Лидс
- Ливерпуль
- Лондон
- Манчестер
- Милтон-Кинс
- Ноттингем
- Ньюкасл-апон-Тайн
- Плимут
- Сандерленд
- Шеффилд

### США
- Нью-Йорк
- Лос-Анджелес
- Майами
- Даллас
- Бостон
- Атланта
- Балтимор
- Денвер
- Хьюстон
- Индианаполис
- Канзас-Сити
- Нэшвилл
- Филадельфия
- Финикс
- Сан-Диего
- Сиэтл
- Тампа
- Вашингтон

### Южная Корея
- Сеул
- Пусан
- Инчхон
- Тэгу
- Тэджон
- Кванджу
- Ульсан
- Сувон
- Коян
- Чонджу
- Чхонан
- Чеджу

### Австралия
- Мельбурн
- Сидней
- Перт
- Аделаида
- Брисбен
- Ньюкасл
- Таунсвилл
- Канберра
- Голд-Кост
- Блэктаун
- Джелонг

### Япония
- Йокогама
- Токио
- Сайтама
- Фукурои
- Осака
- Оита
- Ниигата
- Касима
- Кобе
- Саппоро

### Бельгия/Нидерланды
Бельгия:
- Брюссель
- Генк
- Льеж
- Гент
- Брюгге
- Шарлеруа

Нидерланды:
- Амстердам
- Эйндховен
- Роттердам
- Энсхеде
- Херенвен

### Португалия/Испания
Испания:
- Мадрид
- Барселона
- Валенсия
- Севилья
- Бильбао
- Сарагоса
- Бадахос
- Сантандер
- Малага
- Ла-Корунья
- Сан-Себастьян
- Вальядолид
- Виго
- Мурсия
- Аликанте
- Хихон
- Эльче
- Жирона
- Овьедо
- Корнелья-де-Льобрегат
- Саламанка

Португалия:
- Лиссабон
- Порту
- Брага
- Фару

## Послы заявок и лица, объявившие о поддержке одной из заявок

### Россия[59]
- Алексей Сорокин (глава заявки)[60]
- Алексей Смертин (посол заявки)[61]
- Андрей Аршавин (посол заявки)[62][63]
- Владимир Путин[64]
- Игорь Акинфеев[63]
- Роман Павлюченко[63]
- Сергей Семак[65]
- Юрий Жирков[63]
- Игорь Шувалов[66]
- Роман Абрамович (возможный спонсор заявки)[67]
- Вячеслав Колосков[68]
- Михаил Шац
- Камиль Ларин (актер, участник комик-группы «Квартет И»)[69]
- Александр Джорджадзе (директор по стратегическому планированию)
- Денис Колодин[70]
- Никита Симонян (посол заявки)[71]
- Ринат Дасаев (посол заявки)[72]
- Юрий Белоус[73]
- Дмитрий Аленичев[74][75]
- Сергей Прядкин[76]
- Аркадий Дворкович[77]
- Сергей Зуев[78]
- Виктор Онопко[79]
- Георгий Боос[80]
- Дмитрий Медведев[81]
- Виталий Мутко[82]
- Сергей Фурсенко[83]
- Юрий Лужков
- Герман Ткаченко
- Елена Исинбаева[84]
- Анна Нетребко
- Кир Рэднедж (руководитель футбольной комиссии)
- Боб Орсборн (первый тренер Джона Терри)
- Фреди Бобич[85]
- Юрген Грабовски[86]
- Маргарита Луи-Дрейфус (владелец ФК «Марсель»)[87]
- Сабри Лямуши[88]
- Лучано Спаллетти[89]
- Берт ван Линген (ассистент главного тренера сборной России)[90]
- Дик Адвокат[91]
- Мишель д'Уг (глава медицинской комиссии УЕФА)
- Клайд Таггл (президент восточноевропейского отделения The Coca-Cola Company)[92]
- Зико[93] (также поддерживает заявку Японии)
- Эйден Макгиди[94]
- Макбет Сибайя[95]

### Англия[96]
- Принц Уильям (посол заявки)[97]
- Дэвид Бекхэм (посол заявки)
- Джеффри Томсон (глава заявки)
- Джон Терри (посол заявки)
- Гари Линекер
- Дэниел Крейг
- Ноэл Галлахер
- Дженсон Баттон
- Льюис Хэмилтон
- Ребекка Эдлингтон
- Рэй Уинстон
- Стивен Фрай
- Крис Уолстенхолм
- Серж Пиццорно
- Фил Тэйлор
- Аманда Холден
- Алан Ширер
- Руперт Гринт
- Стюарт Пирс
- Адриан Чайлс
- Дэвид Кэмерон
- / Фрэнки Деттори
- / Джон Барнс[98]
- Хоуп Пауэлл
- Освальдо Ардилес
- Майкл Эссьен
- Михаэль Баллак
- Фабио Капелло
- Джанфранко Дзола
- Нванкво Кану
- Кенуайн Джонс
- Арсен Венгер
- Алекс Фергюсон
- Лукас Радебе

### Австралия
- / Николь Кидман
- Ян Торп
- Марк Уэббер
- Эль Макферсон
- Хью Джекман
- Бретт Эмертон
- Тим Кэхилл
- Риз Уильямс
- Робби Фаулер

### США
- Билл Клинтон
- Генри Киссинджер
- Майкл Рубенс Блумберг
- Спайк Ли
- Лэндон Донован
- Миа Хэмм
- / Арнольд Шварценеггер
- / Оскар Де Ла Хойя

### Бельгия/Нидерланды
- Ив Летерм
- Жюстин Энен
- Жан-Мари Пфафф
- Энцо Шифо
- Алан Куртуа (глава бельгийской заявки)[99]
- Эдди Меркс (посол заявки)[100]
- Рууд Гуллит (посол заявки)[99][100]
- Йохан Кройф (посол заявки)[100]
- Питер ван ден Хогенбанд (посол заявки)[100]
- Гус Хиддинк (посол заявки, также поддерживает Южную Корею)[101]
- Харри Беен (генеральный директор завочного комитета)[99]
- Кристиан Карамбё[99]

### Южная Корея
- Гус Хиддинк (посол заявки, также поддерживает Нидерланды)
- Пак Чи Сон (посол заявки)

### Катар
- Рональд де Бур (посол заявки)
- Зинедин Зидан (посол заявки)[102]
- Бора Милутинович (посол заявки)[103]

### Япония
- Хидэтоси Наката (посол заявки)
- Кэйсукэ Хонда (посол заявки)
- Альберто Дзаккерони (посол заявки)
- Зико (также поддерживает заявку России)

### Испания/Португалия
- Рауль Гонсалес (посол заявки)
- Фернандо Йерро (посол заявки)[104]
- Хави
- Фернандо Торрес
- Икер Касильяс (посол заявки)[104]
- Висенте дель Боске[104]
- Луиш Фигу (посол заявки)[104]
- Деку (посол заявки)
- Нуну Гомеш
- Криштиану Роналду (посол заявки)[104]
- Эйсебио[104]
- Паулу Бенту[104]

## Реакция
Английские газеты вышли на следующий день с разгромными статьями, в которых были обвинения в адрес ФИФА в ведении нечестной борьбы и коррупции, а также подвергался обширной критике выбор стран-хозяев. Также пресса возмущалась, почему Англия вылетела в первом же туре голосования. Сам же английский заявочный комитет обвинил прессу во вмешательстве в ход предвыборной кампании, которое привело к подрыву доверия со стороны ФИФА и поражению заявки.